# Deutsches Haus (Brünn)

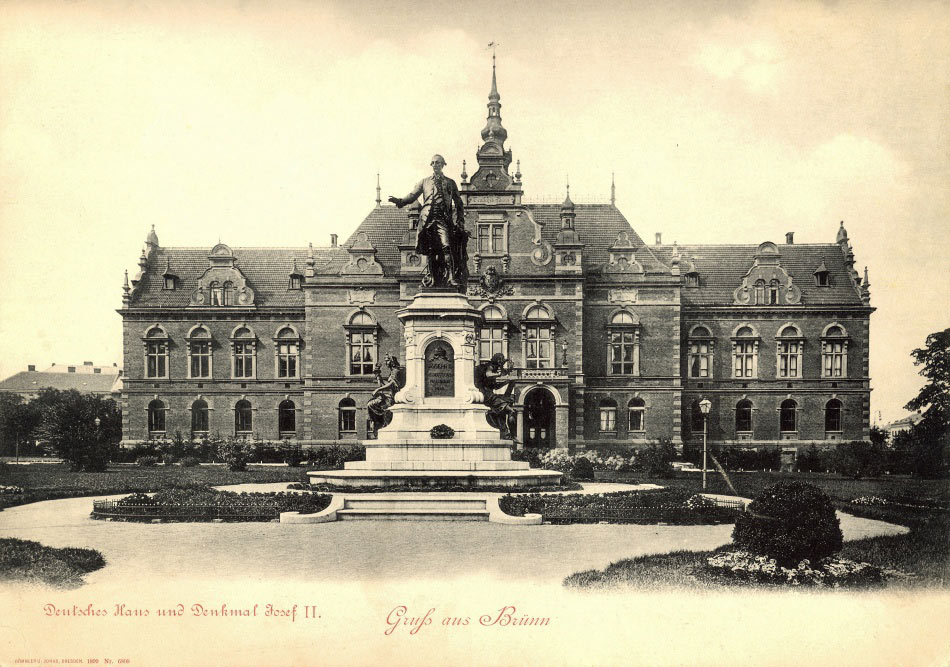
Das ehemalige Deutsche Haus in Brünn

Das Deutsche Haus war ein kulturelles und gesellschaftliches Zentrum der deutschsprachigen Bevölkerung der Stadt Brünn in Tschechien.

## Geschichte
Der tatsächlichen Errichtung des Deutschen Hauses in Brünn gingen zwei Versuche voran, die scheiterten.

### Erster Versuch
Anlässlich einer „Schiller- und Arndt-Feier“ am 7. Dezember 1869 in der Brünner Turnhalle sprach einer der Festredner den Wunsch aus, neben der Turnhalle, die der körperlichen Ertüchtigung gewidmet war, ein weiteres Haus zur Pflege der geistigen deutschen Interessen zu errichten. Dieser Vorschlag wurde allgemein positiv aufgenommen und der mährische Gewerbeverein mit der Verwirklichung beauftragt. Ein entsprechender Antrag wurde am 10. Februar 1870 in Vorbereitung der Jahresversammlung des Gewerbevereins eingebracht und bei der Versammlung am 24. Februar auch angenommen.
Vom mährischen Gewerbeverein wurde ein fünfköpfiger Ausschuss bestimmt, welcher das Projekt weiterführen sollte und von diesem wurden 16 in Brünn ansässige deutsche Vereine zwecks weiterer Beratungen eingeladen. Nicht alle Vereine kamen zu diesem Treffen am 24. März, das ohne konkrete Ergebnisse beendet wurde.
Als Reaktion darauf sandte der Ausschuss an 13 Vereine einen Fragenkatalog. Zu beantworten waren Fragen, welche die Art der Mitwirkung an der Errichtung eines Deutschen Hauses – vor allem in finanzieller Hinsicht – klären sollten, aber auch, ob und in welcher Größe sie Räumlichkeiten im Deutschen Haus anmieten würden. Die nur von wenigen Vereinen zögernd eintreffenden Antworten waren keine Hilfe, das Projekt voranzutreiben. Weder in der am 17. November 1870 abgehaltenen Versammlung des mährischen Gewerbevereins noch in der am 16. Februar 1871 abgehaltenen Jahresversammlung war das Deutsche Haus noch ein Thema.

### Zweiter Versuch
Nach diesem ersten Scheitern beschloss am 12. Juli 1871 der Brünner Männergesangsverein, das Vorhaben weiterzuführen und leitete sofort eine Spendensammlung ein, die gut anlief.
Ein am 25. November 1871 eingesetzter siebenköpfiger Ausschuss sollte die Satzungen für die Errichtung des Deutschen Hauses ausarbeiten. Der im Mai 1872 vorgelegte Entwurf fand allerdings nur wenig Zustimmung, so dass er überarbeitet werden musste. Bei einem neuerlichen Treffen am 17. Mai fanden die Satzungen schließlich ihre Zustimmung. Bei dieser Gelegenheit wurde auch festgestellt, dass für das Bauvorhaben zwar Spenden in der Höhe von 54.900 Kronen zugesagt, aber erst 11.000 Kronen einbezahlt worden waren. In dieser Zeit verfasste Professor J. Leizner auch einen ersten Bauplan für das künftige Gebäude.
Da zahlreiche Spender wegen der Wirtschaftskrise im Gefolge der Wiener Weltausstellung 1873 ihr einbezahltes Geld zurückforderten, beschloss der Männergesangsverein in einer Versammlung am 23. Oktober 1873, alle bisher einbezahlten Beiträge zurückzuzahlen.

### Dritter Versuch
Anlässlich der Hauptversammlung des Zentralvereins für Rübenzucker-Industrie in der österreichisch-ungarischen Monarchie im Mai 1882 in Brünn rief Friedrich Wannieck dazu auf, endlich das Vorhaben, ein Deutsches Haus zu errichten, zu verwirklichen.
Am 18. November 1882 traten
- Adolf Ripka von Rechthofen,
- Josef Ripka von Rechthofen,
- Karl Ripka von Rechthofen,
- Ignaz Fleischer,
- Josef Drucker,
- Gustav Drucker,
- Moriz Illek,
- N. C. Fleischmann,
- Max Putzker,
- Julius Steiner,
- Samuel Weil und
- Friedrich Wannieck

zusammen, um über die Realisierung des Vorhabens zu beraten. Ein aus Ignaz Fleischer, Josef Ripka von Rechthofen und Friedrich Wannieck gebildeter Ausschuss leitete den dritten Versuch, ein Deutsches Haus in Brünn zu errichten, ein.
Anlässlich einer Sitzung des Ausschusses am 25. April 1883 wurde festgestellt, dass rund 300 Spender bisher etwa 160.000 Kronen gespendet hatten. Da dieses Ergebnis hinter den optimistischen Erwartungen zurückblieb, wurde die ursprüngliche Konzeption eines Doppelhauses zu Gunsten eines günstigeren einheitlichen Gebäudes aufgegeben.
Mit der Erreichung einer Spendenhöhe von 180.000 Kronen im Mai 1873 traten an die Stelle des bisherigen vorbereitenden Ausschusses zwei andere:
- die Rechtskommission sollte für das geplante Vorhaben die zweckmäßigste Rechtsform ausarbeiten und
- die Baukommission übernahm die Planung der eigentlichen Bauarbeiten.

Intensiv in der Öffentlichkeit ausgetragen wurde die kontroversielle Diskussion über den zukünftigen Standort des Deutschen Hauses. Zur Debatte standen ein schon 1873 geplanter Bauplatz am Kioskplatz oder ein Platz beim Theater. Beruhigend in dieser Situation wirkte die Erklärung des Kaiser-Josef-Denkmalvereins, das Denkmal vor dem Deutschen Haus aufzustellen, wo auch immer es errichtet wird.
Bei der am 11. März 1886 abgehaltenen zweiten Vollversammlung des unterdessen gegründeten Vereins Deutsches Haus wurde die Standortfrage endgültig geklärt.
Zur Auswahl standen
- der Ankauf und der Umbau des alten Landhauses auf dem Dominikanerplatz oder der Bau eines neuen Gebäudes entweder
- beim Theater,
- vor der Töchterschule oder
- am Kioskplatz.

Ausgewählt wurde schließlich auf Anraten des damaligen Brünner Bürgermeisters Winterholler der Standort am Kioskplatz.
In das Baukomitee wurden Friedrich Wanniek, Heinrich Gomperz und der Verleger Rohrer gewählt. Diese erstellten gemeinsam mit Professor Prokop und Baumeister Josef Nebehosteny als Sachverständige das Bauprogramm für das zukünftige Haus.
Mit dem Beginn der konkreten Planungen für den Bau wurden auch die Damen aktiv. Etwa 300 von ihnen versammelten sich, um entweder die Mittel für die Innenausgestaltung des Deutschen Hauses aufzutreiben oder diese selbst anzufertigen.
Behindert wurde der Verkauf des Bauplatzes durch die Stadt Brünn an den Verein Deutsches Haus durch die tschechischen Vertreter im mährischen Landtag. Am 21. Dezember 1886 ermächtigte der Landtag schließlich die Stadt mit Stimmenmehrheit, ein Areal von 4.000 Quadratmetern dem Verein Deutsches Haus entsprechend den Gemeinderatsbeschlüssen vom 8. März und 18. Mai 1886 zu verkaufen. Kaiser Franz Joseph I. genehmigte im Februar 1887 den Beschluss des mährischen Landtages.

### Bauausschreibung
Am 9. März 1887 wurde nach dem Beschluss des Bauprogramms ein Architektenwettbewerb ausgeschrieben, der allen Architekten deutscher Nation offenstand. In dem Mitte März veröffentlichten Bauprogramm wurden eine Baufläche von 4.000 Quadratmetern und ein Kostenrahmen von 350.000 Kronen zur Verfügung gestellt. Als Ende der Einreichungsfrist wurde der 15. Juli 1887 festgelegt.
Die Funktion als Preisrichter übernahmen
- Friedrich von Schmidt,
- Karl von Hasenauer,
- Theophil von Hansen

und vom Verein Deutsches Haus
- Professor Prokop,
- Friedrich Wannieck,
- Gustav Ritter von Schöller,
- Karl Reißig und
- Rudolf M. Rohrer.

In Brünn trafen über 100 Anfragen betreffend den Wettbewerb ein. Eingereicht wurden schließlich 22 Arbeiten, die am 24. und 25. September von den Preisrichtern – Hansen und Hasenauer waren nicht gekommen – begutachtet und ab 27. September im mährischen Gewerbemuseum öffentlich ausgestellt.
Wegen teils beträchtlicher Kostenüberschreitung wurden zahlreiche Entwürfe nicht in Betracht gezogen. Auf den ersten Platz gereiht wurde das Projekt Deutsch von Ende & Böckmann in Berlin, angekauft wurde das Projekt Deutsches Haus, welches Professor Max Haas aus Innsbruck eingereicht hatte.
In der Vollversammlung vom 7. Dezember beschloss der Verein Deutsches endgültig die Ausführung des von Ende & Böckmann eingereichten Projekts. Wegen verschiedener Änderungen gegenüber dem der Ausschreibung zugrunde liegenden Bauprogramms wurden im Winter 1887/1888 die Pläne überarbeitet.
Die endgültigen Baupläne wurden am 26. April 1888 den Behörden zur Erteilung der Baugenehmigung übergeben. Am 6. August 1888 wurde mit den Aushubarbeiten begonnen und am 20. des gleich Monats mit den Maurerarbeiten. Die Eröffnung des Deutschen Hauses in Brünn wurde am 17., 18. und 19. Mai 1891 gefeiert, nachdem bereits im April der Gewerbeverein die neuen Räumlichkeiten bezogen hatte.
Nach der Übernahme des bisherigen Deutschen Theaters in Brünn durch die Tschechen nach der Gründung der Tschechoslowakei wurde 1919 einer der Festsäle in ein Theater mit Platz für rund 760 Besucher umgebaut.
Durch einen Bombentreffer wurde das Deutsche Haus in Brünn 1945 schwer beschädigt und nach Kriegsende abgebrochen.

## Kulturelle Höhepunkte
Als Höhepunkte der kulturellen Aktivitäten im Deutschen Haus gelten ein von Richard Strauss am 2. April 1911 dirigiertes Konzert der Brünner Philharmoniker – zur Aufführung gelangten Beethovens Eroica sowie Eigenkompositionen – und eine 1932 erfolgte Aufführung der Oper Wozzeck von Alban Berg. Am 19. Oktober 1903 war Arthur Schnitzler anlässlich einer Lesung hier zu Gast. Als Kuriosität gilt der 1899 von Adolf Loos gehaltene Vortrag über die aktuelle Herrenmode.

## Beschreibung
Der erste, von Professor J. Laizner entworfene Bauplan sah ein streng symmetrisches und zweistöckiges Gebäude vor. Zwei Innenhöfe sollten den Ballsaal flankieren: Weiters waren unter anderem ein Gast- und ein Kaffeehaus samt einer Wohnung für den Wirt vorgesehen: Weiters waren Räumlichkeiten für den Gewerbeverein, das Gewerbemuseum, Lese- und Billardräume, ein Konzert, ein Speise- und ein Ausstellungssaal geplant. Für den Musik- und Männergesangsverein, den Naturforschenden und Kaufmännischen Verein sowie die Schillerbibliothek sollte das Deutsche Haus eine Heimstätte sein.
Das schließlich nach Plänen von Ende & Böckmann im Stil der deutschen Spätrenaissance errichtete Deutsche Haus in Brünn besaß zwar eine symmetrische Vorderfront, die übrigen drei Seiten trugen jedoch der Anordnung der jeweiligen Innenräume Rechnung. Für die Gestaltung des Dachreiters wurden die Türme der Dominikanerkirche zum Vorbild genommen.
Das Deutsche Haus umfasste
- Verwaltungsräume des Vereins Deutsches Haus,
- Räume des Mährischen Gewerbevereins,
- Räume der Gesellschaft Schlaraffia,
- Räume des Vereins Deutsche Lesehalle,
- den Festsaal mit rund 656 Quadratmetern und einer von den Gebrüdern Rieger in Jägerndorf gelieferten Orgel, der zweitgrößten in Mähren,
- einen Speisesaal mit einer Bühne für ein kleines Orchester,
- zwei weitere kleine Säle,
- Räume für das Kaffee- und das Gasthaus mit zwei Kegelbahnen,
- einen Ausstellungssaal sowie Wohnungen für Dienstboten.

Die Beleuchtung des Deutschen Hauses erfolgte teilweise mit Gas und teilweise mit elektrischem Licht. Da aber in der Stadt Brünn in absehbarer Zeit die Errichtung eines eigenen Kraftwerks nicht vorgesehen war, wurde auf einem von der Stadt gepachtetem Nachbargrundstück eine eigene Maschinenanlage errichtet. Zwei mit Gas betriebene Motoren mit Generatoren erzeugten den für die Beleuchtung der Haupträume notwendigen elektrischen Strom, während die Nebenräume mit einer Gasbeleuchtung ausgestattet wurden.
Die Gaseinrichtung wurde von der mährischen Gasanstalt errichtet, während Siemens & Halske aus Wien die elektrischen Anlagen installierte. Die Gasmotoren wurden von Langen & Wolf geliefert, die Beleuchtungskörper von C. Kramme in Berlin.

## Verein Deutsches Haus
Im Sommer 1884 wurden die Satzungen für den geplanten Verein „Deutsches Haus“ bei den zuständigen Behörden eingereicht, von denen sie Anfang Dezember genehmigt wurden. Am 17. Dezember wurde der Verein mit Friedrich Wannieck als Obmann formell errichtet.